# Anna Vittoria Dolara
Anna Vittoria Dolara (1754-1827) foi uma freira dominicana italiana que viveu em Roma; é conhecida pela sua santidade, poesia e pintura.